# Konstantin Feoktistov

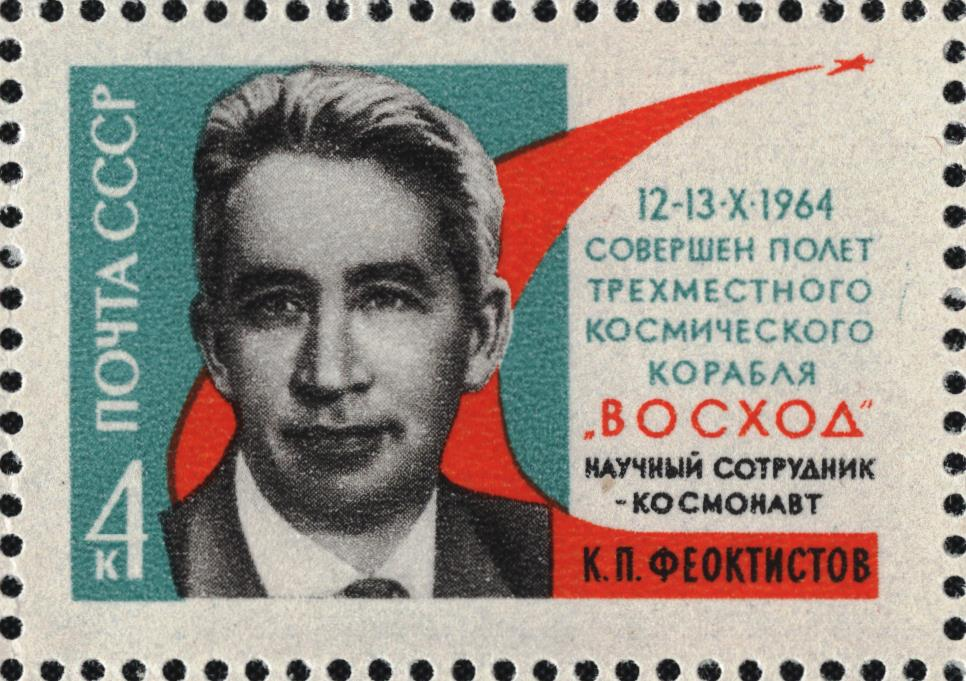
Postzegel met een afbeelding van Konstantin Feoktistov

Konstantin Petrovitsj Feoktistov (Russisch: Константин Петрович Феоктистов) (Voronezj, 7 februari 1926 – Moskou, 21 november 2009) was een Russische ruimtevaarder (kosmonaut) en wetenschapper.

## Biografie
Tijdens de Tweede Wereldoorlog diende hij in het leger van de Sovjet-Unie. Als krijgsgevangene van de Duitsers ontsnapte hij ternauwernood aan de dood toen hij geëxecuteerd zou worden. Staand aan de rand van een massagraf werd Feoktistov samen met andere gevangenen onder vuur genomen, maar het schot schampte langs zijn keel. Feoktistov slaagde er even later in om uit de kuil met lijken te kruipen en terug te keren naar de Sovjetlinies.
Hij haalde zijn ingenieurstitel aan de Bauman Hogere Technische School te Moskou. Hij ging werken voor het ontwerpbureau OKB van Michail Tichonravov. Hij werd in 1955 lid van het team dat onder leiding van Sergej Koroljov de ruimtevaartuigen ontwierp voor de programma's Spoetnik, Vostok, Voschod en Sojoez. Tijdens deze periode werkte hij ook aan het ontwerp van een ruimtevaartuig dat met behulp van ionenaandrijving naar Mars zou kunnen vliegen.
Op 11 juni 1964 werd Feoktistov geselecteerd om met een groep wetenschappers een kosmonautentraining te volgen.
Op 12 oktober 1964 werd Feoktistov gelanceerd aan boord van de Voschod 1. Voor Feoktistov was dit zijn eerste en enige ruimtevlucht. Het was de eerste van de twee bemande vluchten in het kader van het Russische Voschodprogramma. Voschod 1 was de eerste ruimtevlucht met een bemanning bestaande uit meer dan één persoon. Naast Feoktistov werd de bemanning gevormd door gezagvoerder Vladimir Komarov en arts Boris Jegorov. Het merendeel van de vlucht was gewijd aan biomedisch onderzoek en onderzoek naar hoe een multidisciplinair team samenwerkte in de ruimte.
Na zijn ruimtevlucht zette Feoktistov zijn werk voor het ruimtevaartprogramma voort, en werd later hoofd van het ontwerpbureau van de Sovjet-Unie dat de Saljoet en Mir-ruimtestations heeft ontworpen. Zijn laatste functie was hoofd van het mission control center in Bajkonoer.
Feoktistov was gehuwd en had vier kinderen. Hij werd onderscheiden met het Ereteken van de Sovjet-Unie.